# Läskeblask
Läskeblask är ett Kalle Anka-ord för läskedryck som fått viss användning även utanför de tecknade seriernas värld. Ordet uppfanns troligen av den långvarige svenske Kalle Anka-översättaren P.A. Westrin och hans hustru Maibrit 1962 eller 1964, även om exakt tillfälle inte identifierats. Det förekom dock 1963 i en annons i Kalle Anka & C:o och två år senare vid flera tillfällen i själva serierna i tidningen. Ordet används ofta i serietidningen både som namn på en kolsyrad läskedryck och i de fall en vuxen person normalt skulle ha druckit champagne, en kall öl eller annan alkoholdryck, men som av hänsyn till den yngre läsarkretsen måste dricka läsk istället.
I en amerikansk Kalle Anka-serie, "Mästare i bubbelvikt" ("Bubbleweight Champ") från 1964, hittade också Carl Barks en gång på en fiktiv läskedryck, Gurgleurp soda pop, som var Kalles favorit. Det svenska ordet verkar dock ha tillkommit oberoende av Barks, möjligen främst påkallat av de italienska Disneyserierna, där det ofta skålades i vin och champagne. Läskeblask kom sedan att användas som svensk motsvarighet till allt möjligt som stod i de utländska pratbubblorna från början. Det motsvaras numera ofta av lemonad. I svenska upplagor av Don Rosas serier, översatta av Stefan Diös, förekommer bland andra läskedryckerna Bubbel-Blurp och Smacky-Kola.
Ordets historik utreds i förordet till Kalle Anka & C:o Den kompletta årgången 1957 Del 4, av Stefan Diös.